# Günther Groissböck
Günther Groissböck, né le 24 septembre 1976 à Waidhofen an der Ybbs en Basse-Autriche, est une basse d'opéra autrichienne. Anthony Tommasini, critique musical au New York Times, qualifie l'interprétation de Groissböck dans le baron Ochs du Chevalier à la rose au Metropolitan Opera comme « magnifique et exquise », ce qui constitue une véritable « révélation ». James Jorden du New York Observer salue la « performance empreinte de nouveauté » de Groissböck pour ce rôle et ses notes « viriles et robustes ». Un enregistrement de 2018 
de la représentation du Metropolitan Opera a été nommée pour le Grammy Award du meilleur enregistrement d'opéra.

## Biographie
Groissböck naît en Basse-Autriche dans la famille d'un médecin et d'une enseignante et demande à huit ans à apprendre à jouer du piano. Il suit des cours de chant à l'Académie de musique et des arts du spectacle de Vienne sous la houlette de Robert Holl et José van Dam,.

### Carrière
De 2002 à 2003, Groissböck étudie à l'Institut Eliette et Herbert von Karajan de Salzbourg et est engagé comme basse à l'Opéra de Zurich. Il débute dans Die Liebe der Danae en 2002 et il est engagé au Wiener Staatsoper, où il interprète Luther dans Les Contes d'Hoffmann de Jacques Offenbach, le 2e matelot dans Billy Budd, le chevalier en armure dans La Flûte enchantée  et un chevalier du graal dans Parsifal. Il joue pour la première fois Sarastro en 2003 à Klosterneuburg. En 2005, il apparaît deux fois dans le rôle de Sarastro dans La Flûte enchantée dirigée par Riccardo Muti. En 2007, il chante dans Der Freischütz au festival de Salzbourg.
Il fait ses débuts au Metropolitan Opera de New York en 2010 dans le rôle de Colline dans La Bohème de Puccini. En 2011, Groissböck est le Landgrave Hermann dans Tannhaüser de Wagner au festival de Bayreuth. En 2013, Groissböck chante le rôle de Vodník dans Roussalka de Dvorak.

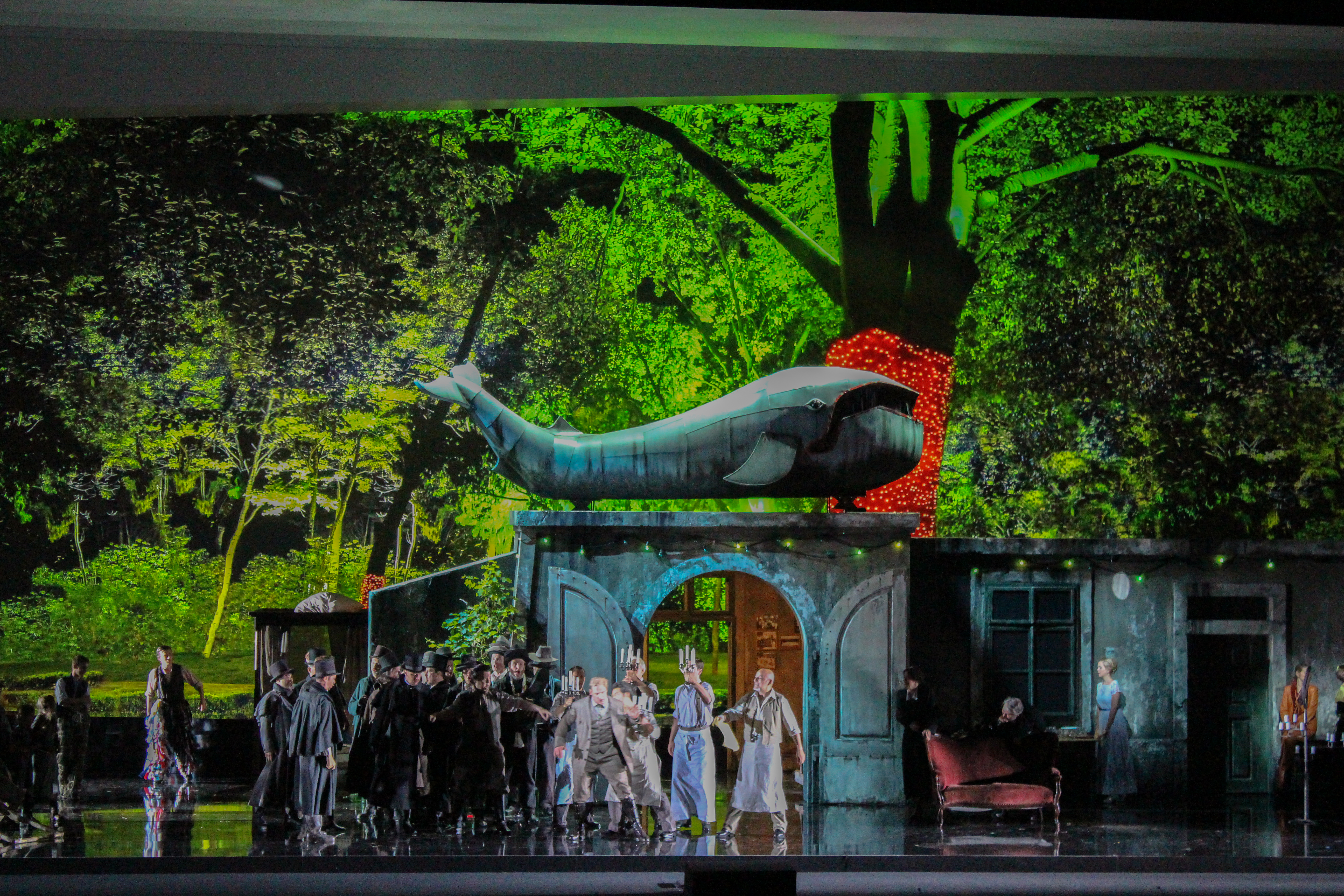
Le Chevalier à la rose au festival de Salzbourg en 2014.

En 2014, Gerard Mortier, directeur artistique du Teatro Real de Madrid, l'invite à chanter le rôle-titre de Boris Godounov. En 2014 et en 2015, Groissböck interprète le baron Ochs dans Le Chevalier à la rose au festival de Salzbourg, après y avoir interprété cinq ans plus tôt Roussalka sous la baguette de Ioan Holender. Il chante aussi cette même année le Landgrave de Tannhäuser de Wagner au Met. En 2016, il joue Gurnemanz avec l'Opéra national des Pays-Bas dans Parsifal de Wagner à Amsterdam et encore deux ans plus tard au festival de Bayreuth. Pendant la saison 2016-2017, il chante Fasolt dans l' Or du Rhin de Wagner et Veit Pogner dans Les Maîtres chanteurs de Nuremberg,.
En 2017, Groissböck reprend son rôle du baron Ochs, au Metropolitan Opera,  et de nouveau au même endroit en 2019-2020. De 2017 à 2019, il est le prince Grémine dans Eugène Onéguine de Tchaïkovsky avec Anna Netrebko et Peter Mattei.
Groissböck donne régulièrement des récitals des lieder. En 2018, il donne un récital à l'Opéra de Francfort, accompagné par Malcolm Martineau,  dans les Vier ernste Gesänge de Brahms, le Liederkreis, op. 39 de Schumann,  et la finale de La Walkyrie. Cette même année, il interprète le roi Marke dans Tristan und Isolde avec l'Opéra national des Pays-Bas. Il participe aussi à la reprise en 2019 au Metropolitan Opera de la production de Robert Lepage de L'Anneau du Nibelung comme Fasolt. La pandémie du Covid-19 bouleverse ensuite ses engagements. Dans la crise de 2020 déclenchée par la pandémie en Autriche, Groissböck - ancien étudiant de Wolfgang Sobotka - s'est prononcé entre autres. avec Nina Proll et Roland Düringer, pour un traitement responsable des travailleurs culturels et contre la dénonciation. Après le premier confinement, l'Opéra d'État de Vienne ouvre ses portes le 16 juin 2020 par une soirée de récital avec Günther Groissböck, accompagné au piano par Alexandra Goloubitskaïa. Ce récital est une méditation sur le destin et la mort avec une alternance de lecture de poèmes de Schiller et de Brecht par Uwe-Eric Laufenberg (intendant du théâtre d'État de Wiesbaden) et des Lieder chantés par Groissböck : entre autres Fahrt zum Hades de Schubert, Memnon et Urlicht, Der Tambourg’sell tirés de Des Knaben Wunderhorn de Mahler, Odins Meersritt et Der Heilige Franziscus de Carl Loewe et surtout l'adieu de Wotan à la fin dans le dernier acte de La Walkyrie. Mais dès l'été suivant, les festivals sont annulés.
Il devrait jouer le roi Philippe dans Don Carlos en 2022 au Metropolitan Opera et en 2024 il devrait participer au festival de Bayreuth dans Veit Polger des Maîtres chanteurs de Nuremberg à l'ouverture du festival.
Groissböck  a remporté aussi de grands succès à La Scala de Milan, à l'Opéra national de Paris (où on a pu l’entendre  dans L’Or du Rhin (Fafner), La Walkyrie (Hunding), Les Maîtres chanteurs de Nuremberg (Pogner), Parsifal (Gurnemanz)), à l'Opéra d'État de Bavière, au Staatsoper Unter den Linden et au Deutsche Oper Berlin, dans des rôles comme Henri l'Oiseleur dans Lohengrin, Hunding dans La Walkyrie, Banco dans Macbeth de Verdi ou Zaccaria dans Nabucco, et Rocco dans Fidelio de Beethoven. Son répertoire international comprend des représentations à l'Accademia Nazionale di Santa Cecilia, au Gewandhaus, à la Philharmonie de Berlin, à Carnegie Hall et au Boston Symphony Hall.

## Enregistrements
Groissböck apparaît dans un bon nombre de productions filmées à l'Opéra de Zurich: Don Fernando dans Fidelio sous la baguette de Nikolaus Harnoncourt (Arthaus Musik (de) 2004); l'inspecteur de police dans Der Rosenkavalier dirigé par Franz Welser-Möst (EMI Classics 2004); le veilleur de nuit dans Die Meistersinger dirigés par Welser-Möst (EMI Classics 2005); le roi dans Aida par Ádám Fischer (ARTE France 2006); Titurel dans le Parsifal dirigé par Bernard Haitink (Deutsche Grammophon 2007); Boland dans Fierrabras dirigé par Welser-Möst (EMI Classics 2007).
Il a chanté Sarastro dans La Flûte enchantée dirigée par Roland Böer, enregistrée en 2011 à La Scala (Opus Arte). En 2012, son Landgrave dans Tannhäuser sous la baguette de Sebastian Weigle au Liceu est filmé par C Major Entertainment. En 2013, son interprétation de Fasolt dans une version concert de L'Or du Rhin dirigé par Marek Janowski est enregistrée en direct à la Philharmonie de Berlin pour Pentatone. Groissböck est apparu dans plusieurs opéras dans la collection des Metropolitan Opera Live in HD.
En 2017, Groissböck enregistre les Winterreise et le Schwanengesang de Schubert, accompagné par Gerold Huber, pour Decca. Son album de 2018, Herz/Tod, avec Huber pour Decca, présente des lieder de Brahms, Wagner, Hugo Wolf, et Mahler,. Également en 2018, l'enregistrement au Metropolitan Opera du Chevalier à la rose avec Groissböck dans le rôle du baron Ochs est nommé pour le Grammy Award comme meilleur enregistrement d'opéra.